# Secret Garden
Secret Garden är en norsk-irländsk musikgrupp som vann Eurovision Song Contest 1995 för Norge. Vid framträdandet i Eurovisionfinalen i Dublin stod Gunnhild Tvinnereim, Fionnuala Sherry, Rolf Løvland, Hans Fredrik Jacobsen samt svenska Åsa Jinder på scenen.
Deras bidrag heter "Nocturne", och hade endast 25 ord i texten. Bidraget vann tävlingen med 148 poäng före spanska Anabel Condes "Vuelve Conmigo" på 119 poäng och svenske Jan Johansens "Se på mig" på 100 poäng.
Secret Garden var också de som spelade in originalet av den välkända sången "You Raise Me Up".

## Diskografi

### Album
- Songs from a Secret Garden (1996)
- White Stones (1997)
- Dawn of a New Century (1999)
- Once in a Red Moon (2002)
- Earthsongs (2005)
- Inside I'm Singing (2007)
- Winter Poem (2011)
- Just the Two of Us (2013)

### Fotnoter
1. ↑  läs online, eurovisionworld.com , läst: 4 februari 2025.[källa från Wikidata]
2. ↑  ”Tidigare vinnare i Eurovision Song Contest”. Dagens nyheter. 5 maj 2014. http://www.dn.se/kultur-noje/melodifestivalen/tidigare-vinnare-i-eurovision-song-contest/. Läst 8 december 2015.